# Herrieden

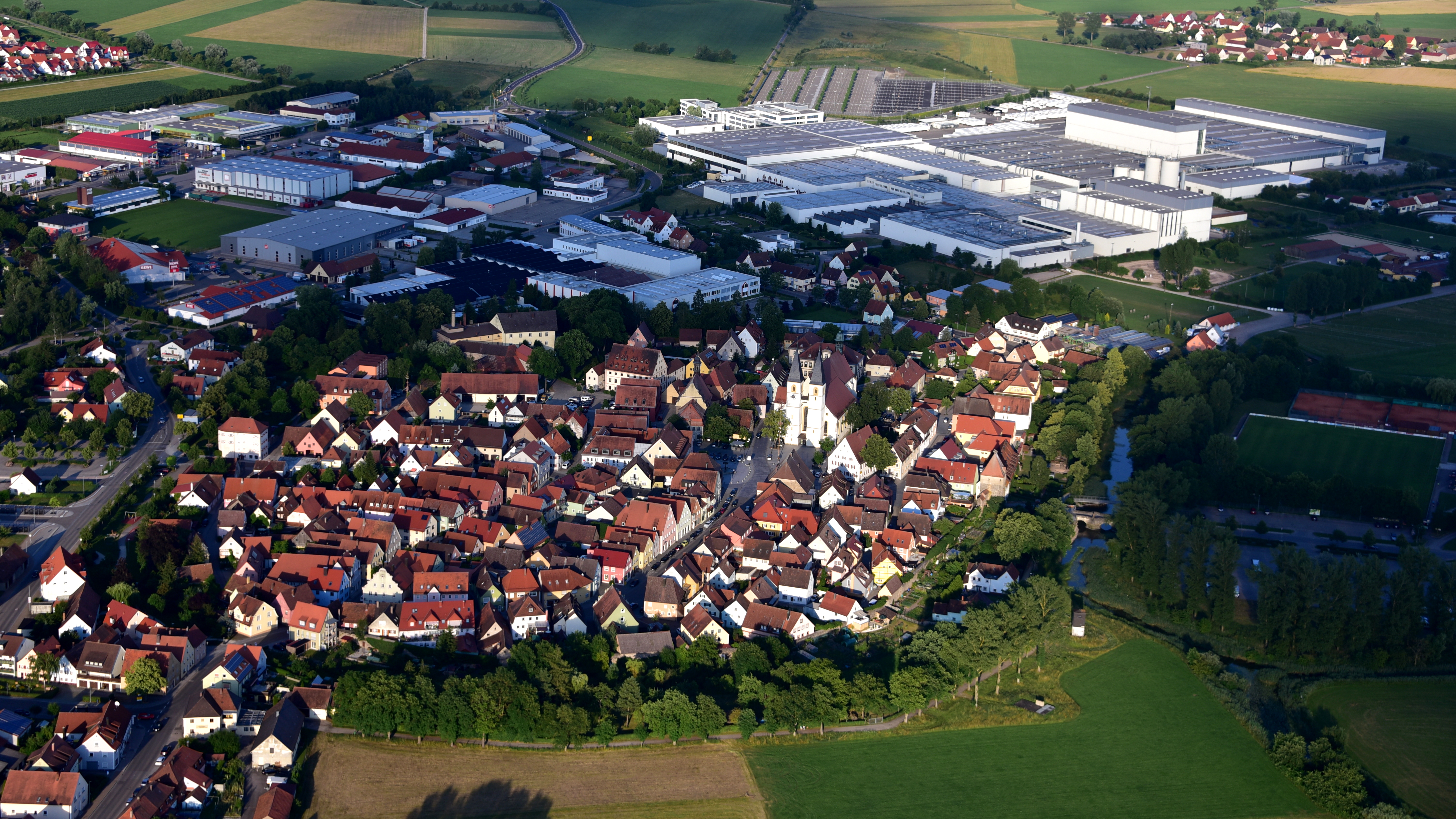
Herrieden, Luftaufnahme (2016)

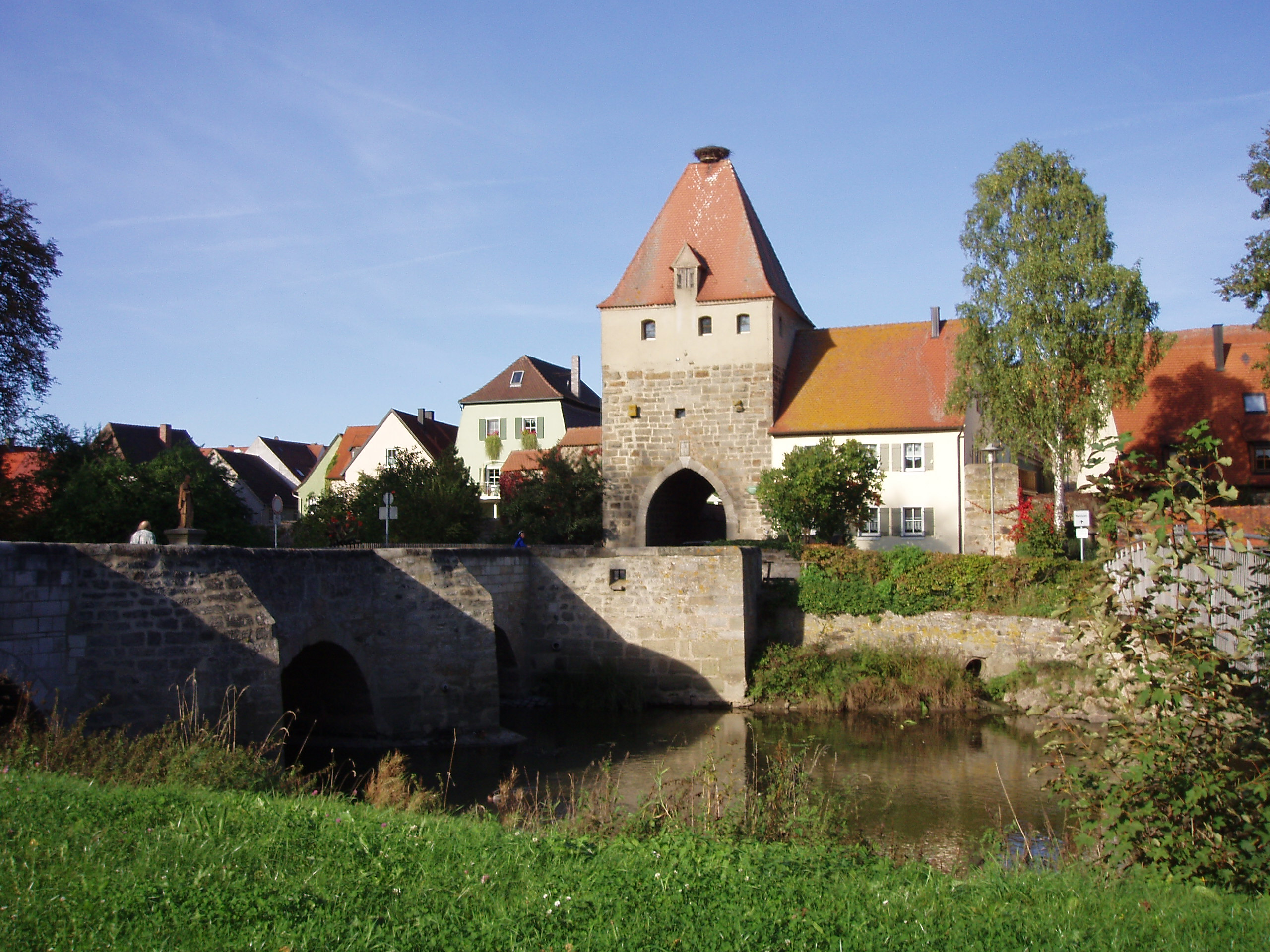
Storchenturm und Altmühlbrücke

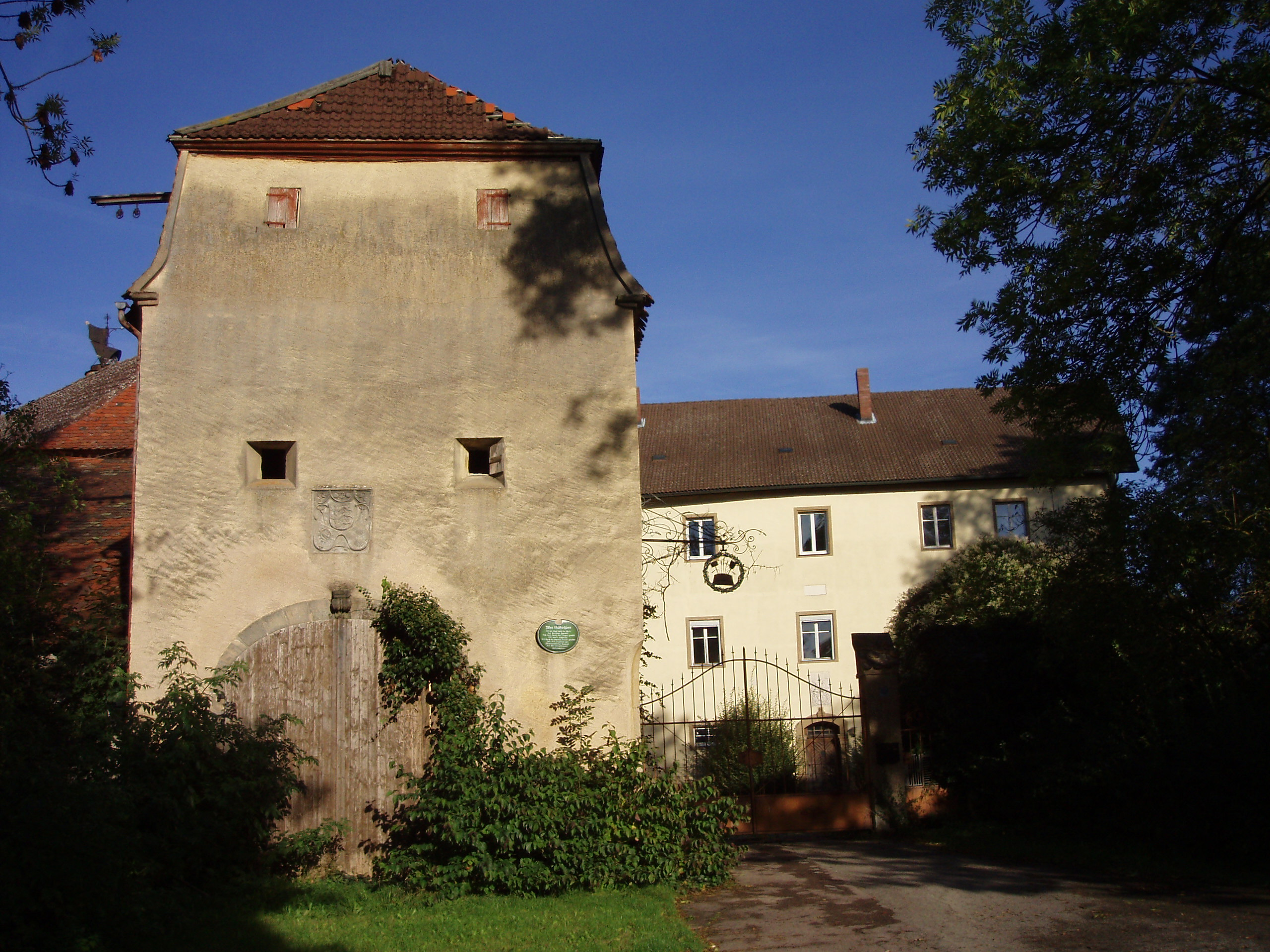
Das ehemalige Schloss

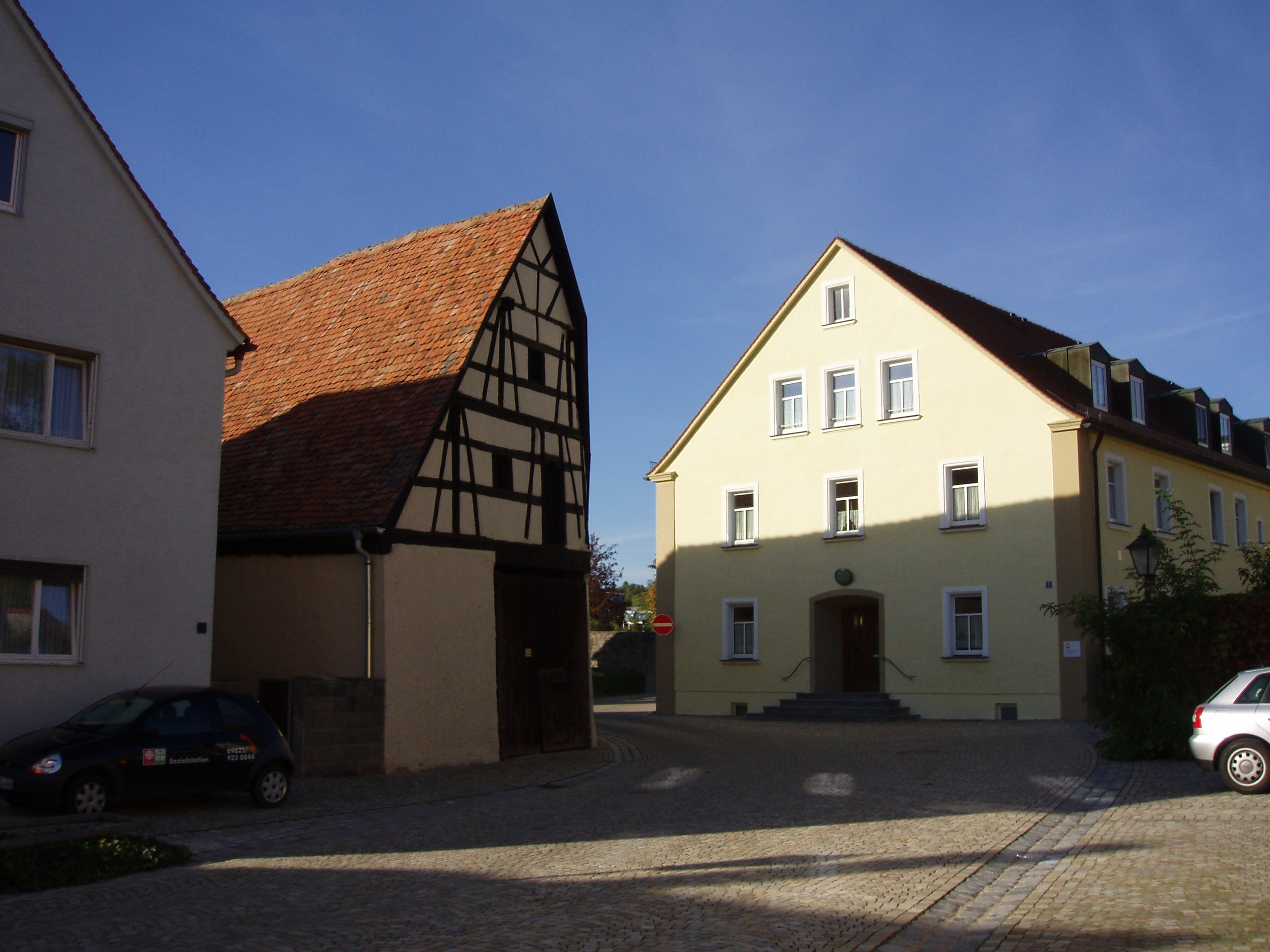
Fachwerkbau und ehemaliges Spital

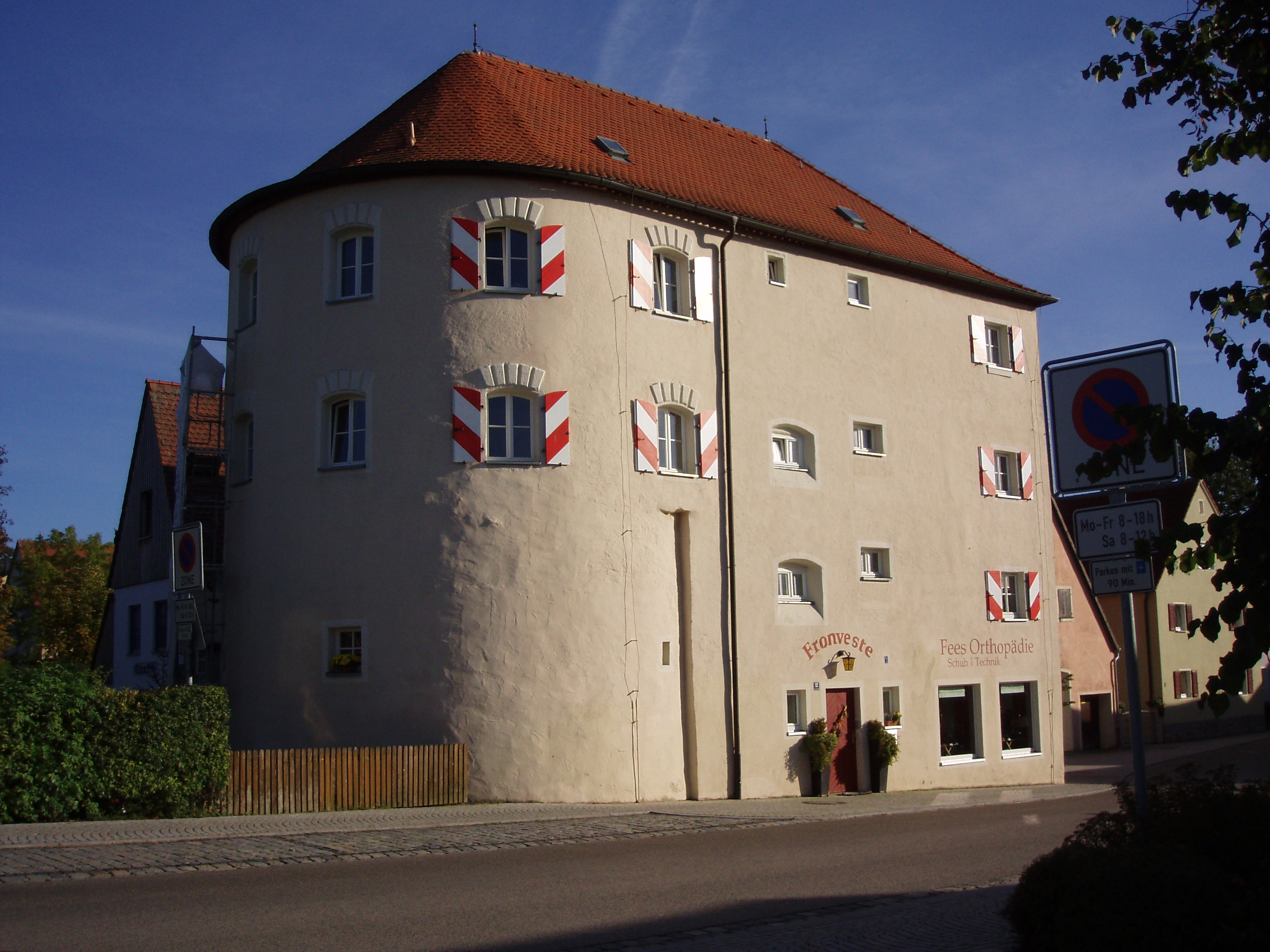
Fronveste

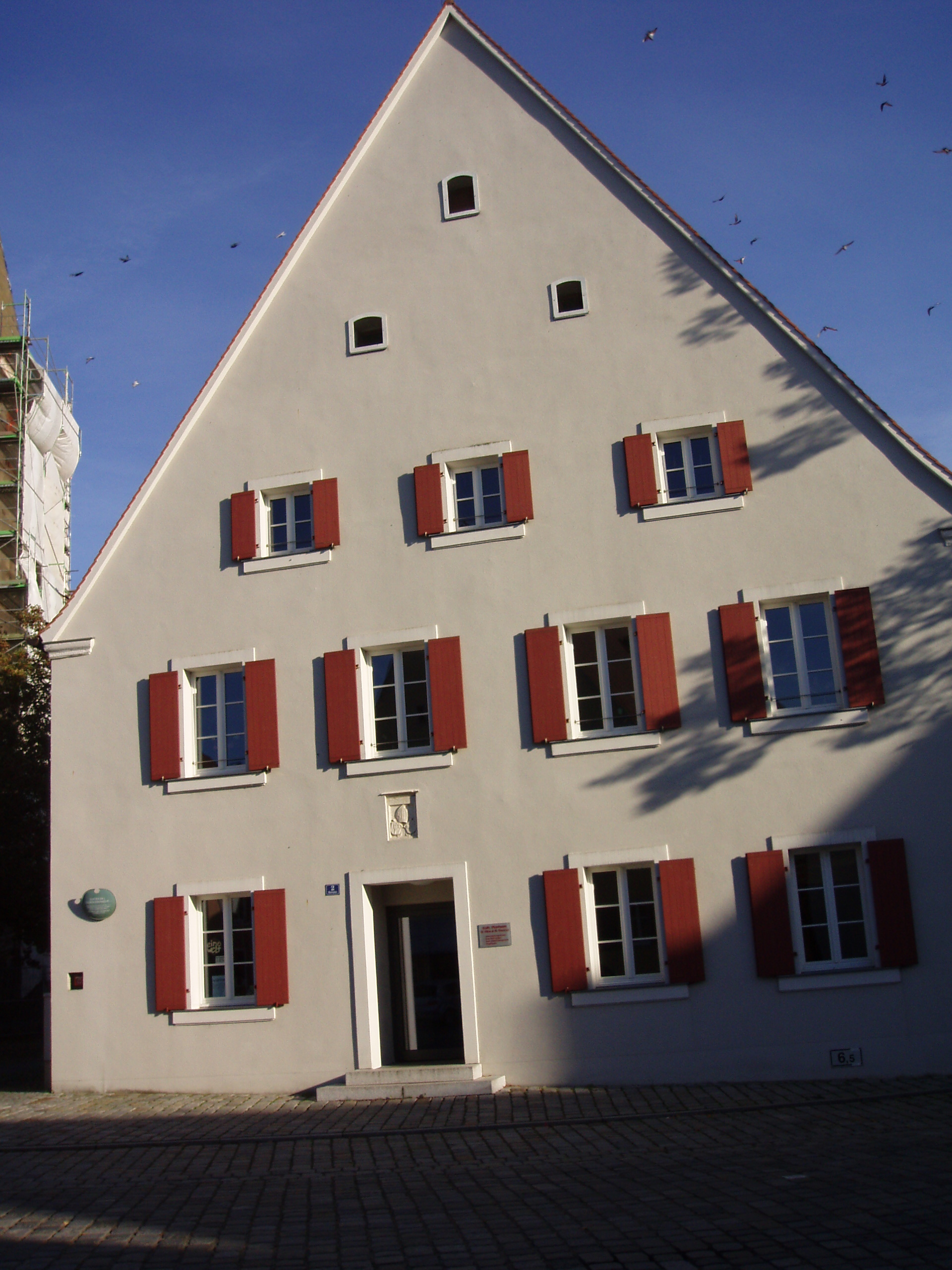
Der Kasten

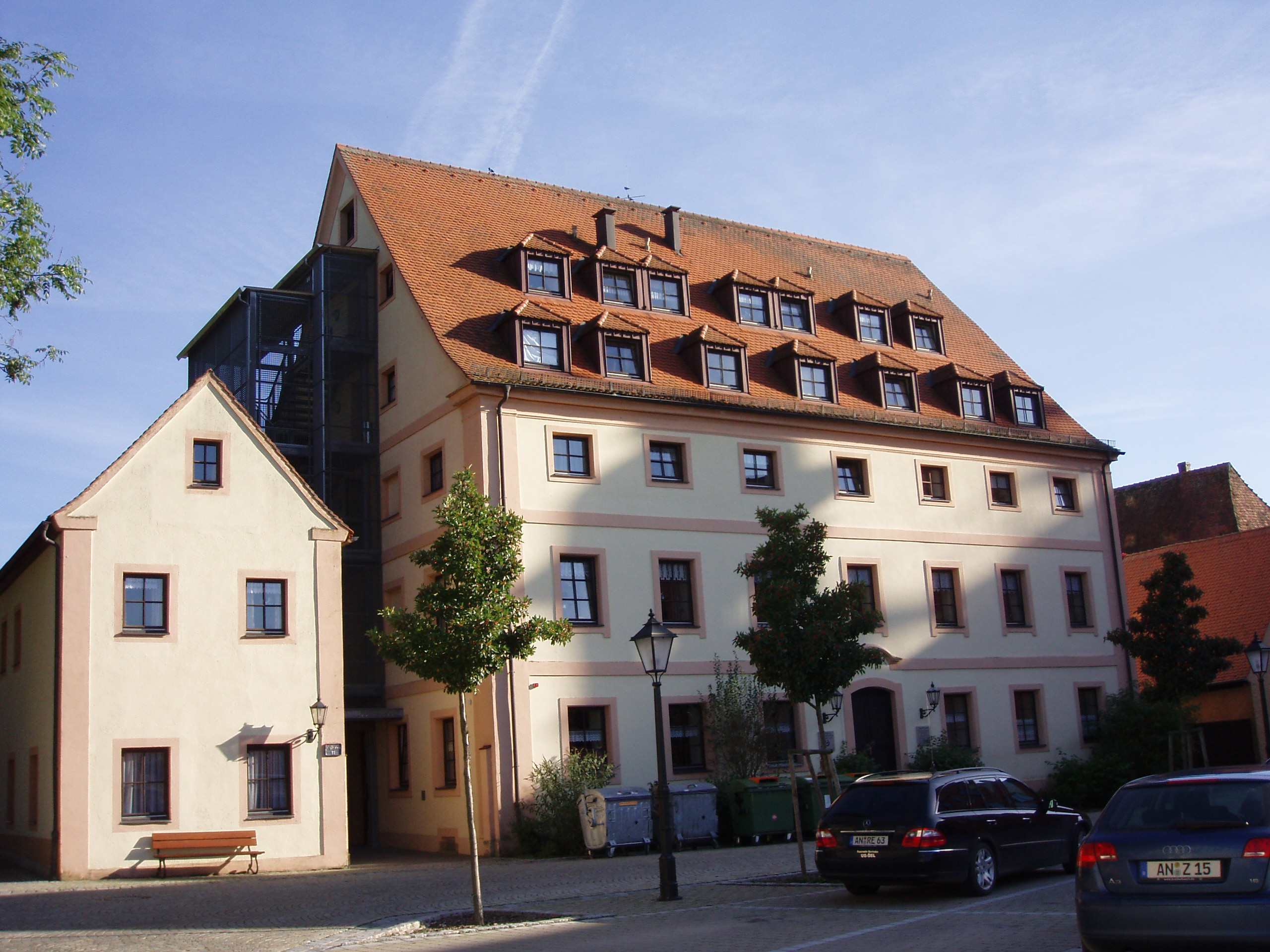
Gabrielihaus

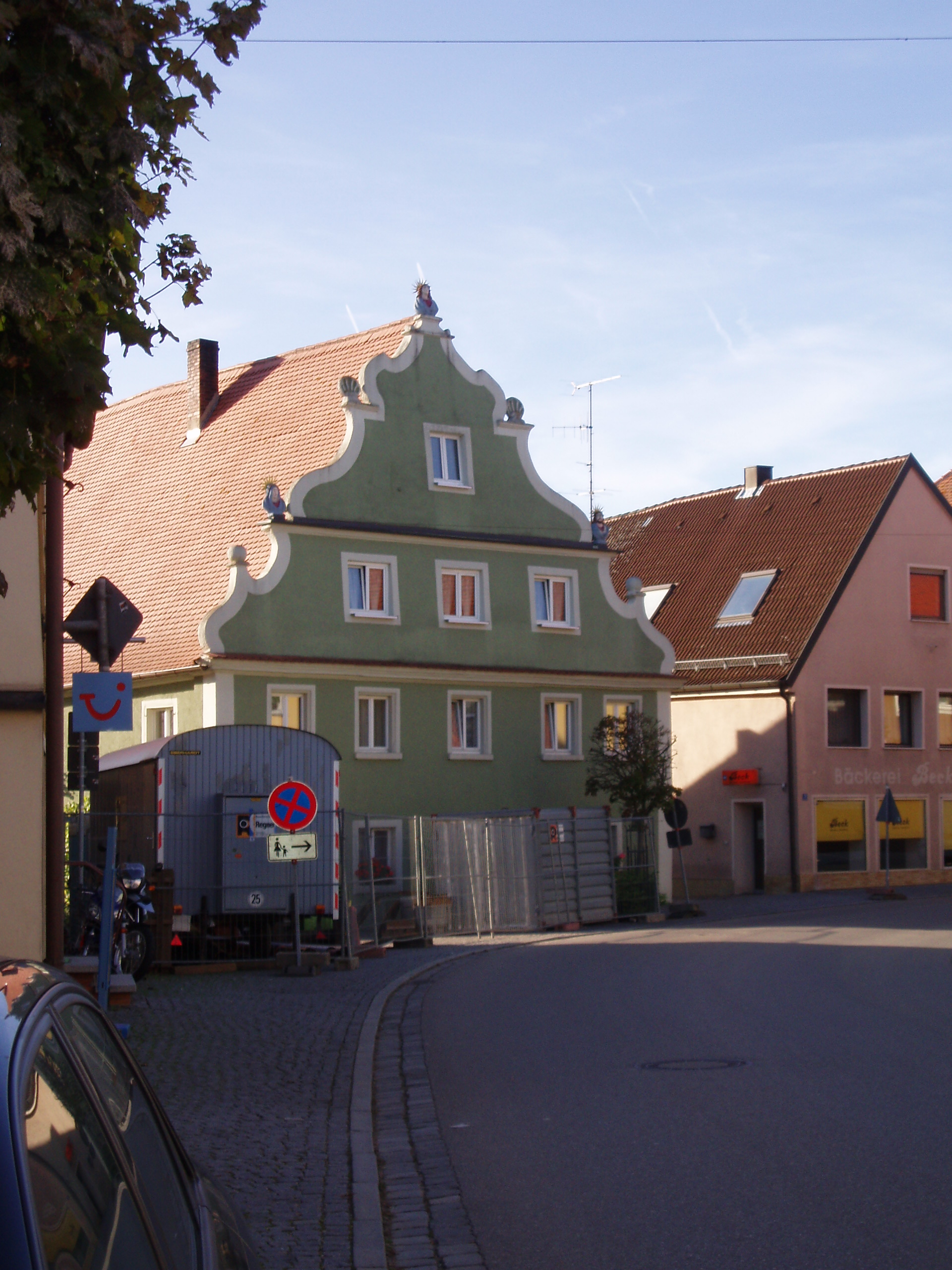
Poststall

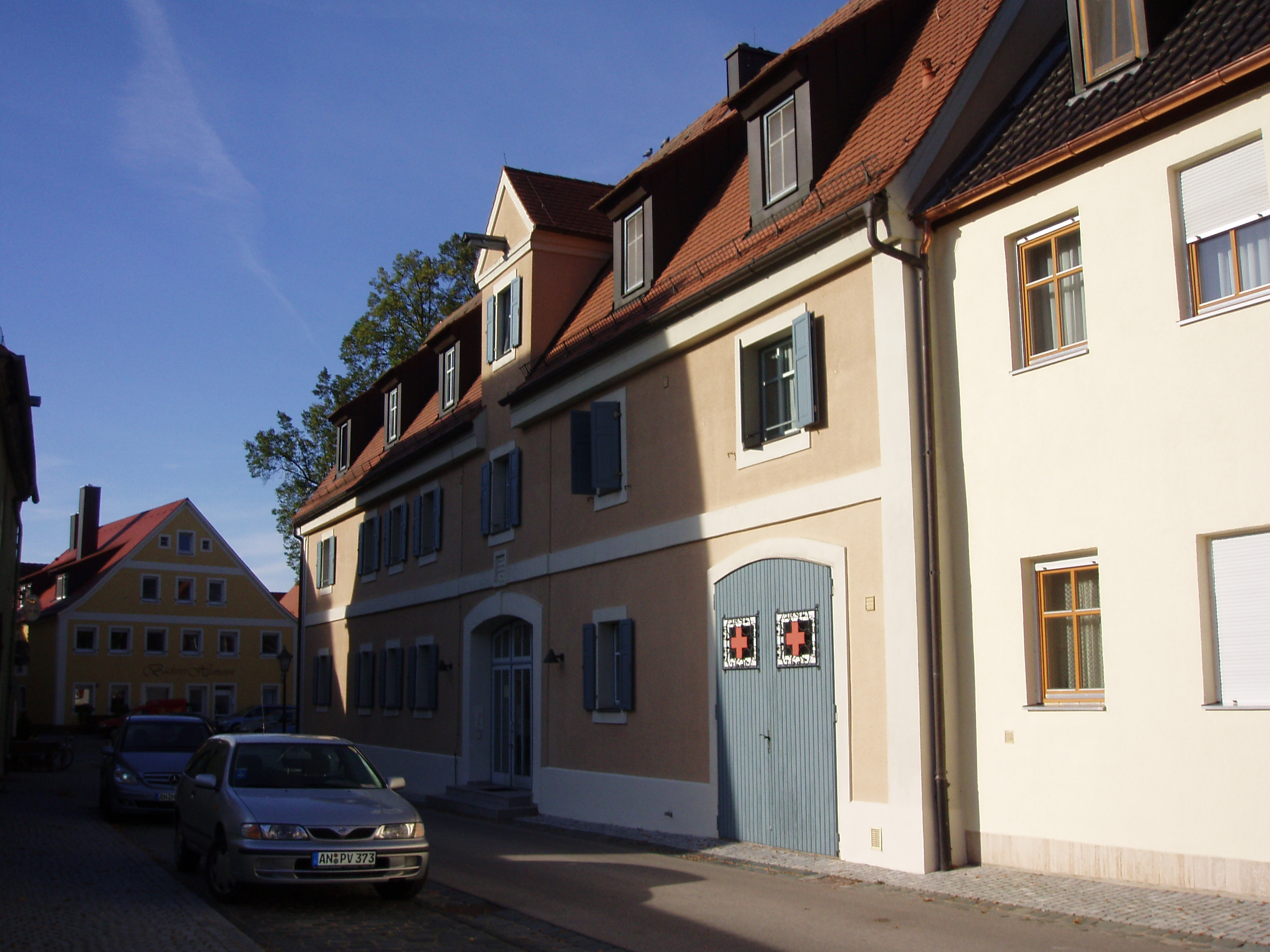
Brothaus (ehemaliges Rathaus)

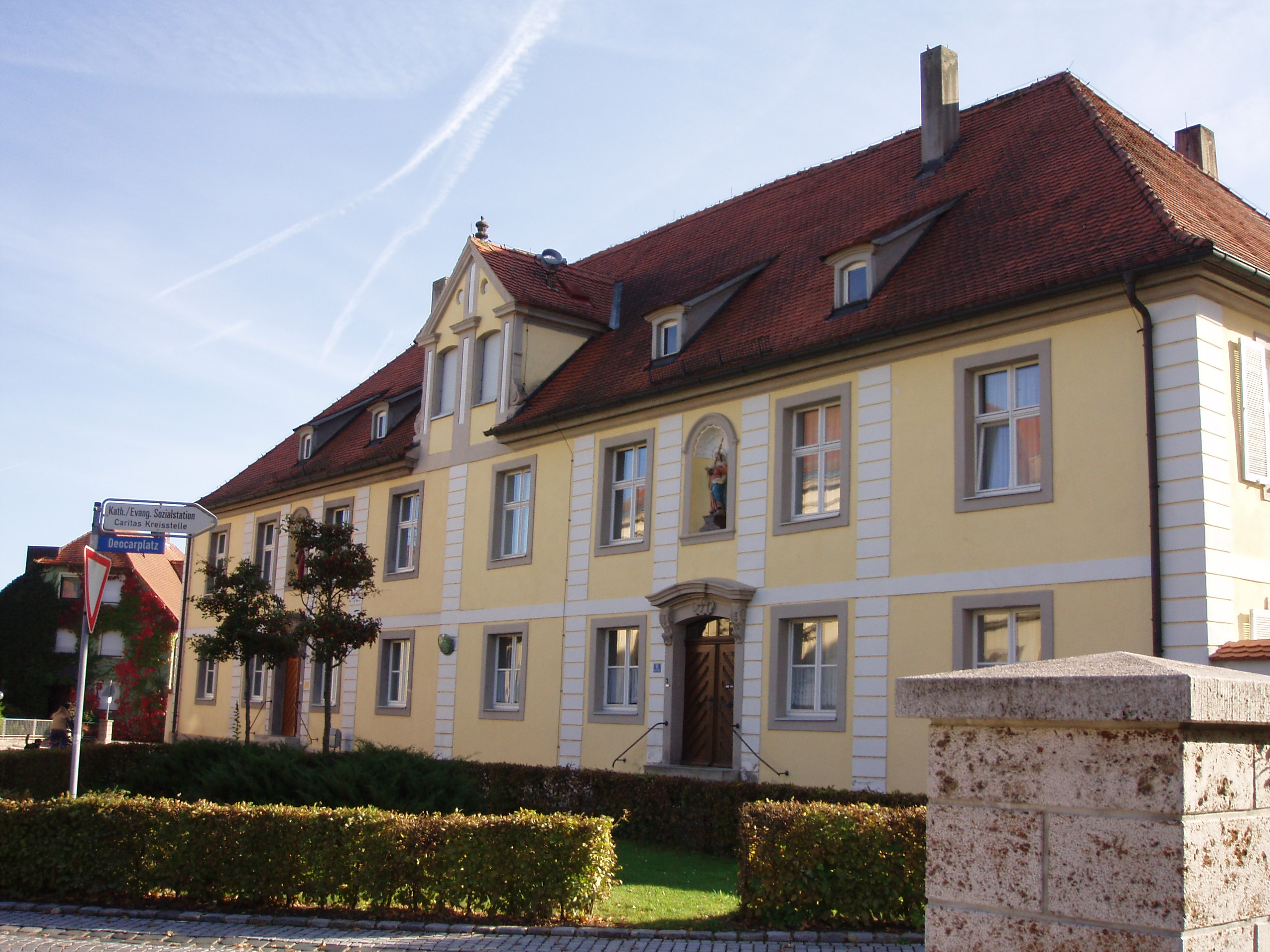
Pfarrhaus

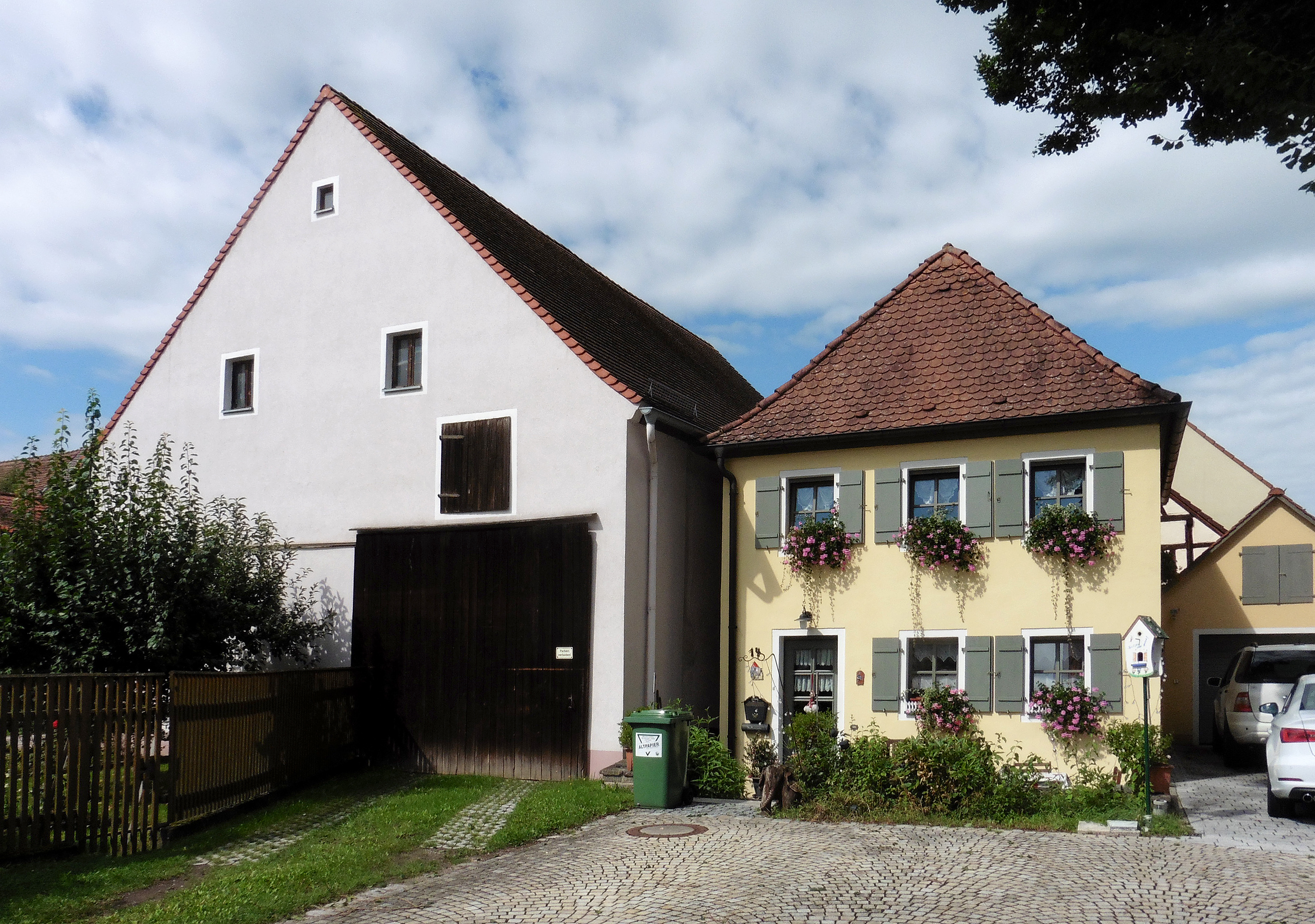
Jungfernhaus (ehemaliges Amtsknechthaus)

Herrieden ([hɛˈʁiːdn̩] ⓘ) ist eine Stadt im mittelfränkischen Landkreis Ansbach und zählt zur Metropolregion Nürnberg.

## Geografie

### Geografische Lage
Die Gemeinde liegt in der Metropolregion Nürnberg, am Oberlauf der Altmühl und im Mittelpunkt des Städtefünfecks Rothenburg ob der Tauber – Feuchtwangen – Dinkelsbühl – Gunzenhausen – Ansbach.
Nachbargemeinden sind (im Norden beginnend im Uhrzeigersinn) Ansbach, Burgoberbach, Bechhofen, Wieseth, Feuchtwangen, Aurach und Leutershausen.

### Gemeindegliederung
Herrieden hat 39 Gemeindeteile (in Klammern ist der Siedlungstyp angegeben):
- Angerhof (Einöde)
- Birkach (Dorf)
- Bittelhof (Weiler)
- Böckau (Dorf)
- Brünst (Dorf)
- Buschhof (Einöde)
- Elbersroth (Pfarrdorf)
- Esbach (Weiler)
- Gimpertshausen (Weiler)
- Gräbenwinden (Dorf)
- Herrieden (Hauptort)
- Heuberg (Dorf)
- Höfstetten (Weiler)
- Hohenberg (Dorf)
- Lammelbach (Dorf)
- Lattenbuch (Kirchdorf)
- Leibelbach (Dorf)
- Leuckersdorf (Weiler)
- Leutenbuch (Dorf)
- Limbach (Dorf)
- Manndorf (Weiler)
- Mühlbruck (Weiler)
- Neunstetten (Pfarrdorf)
- Niederdombach (Dorf)
- Oberschönbronn (Dorf)
- Rauenzell (Pfarrdorf)
- Regmannsdorf (Weiler)
- Rös (Dorf)
- Roth (Dorf)
- Sauerbach (Weiler)
- Schernberg (Weiler)
- Schönau (Weiler)
- Seebronn (Weiler)
- Sickersdorf (Dorf)
- Stadel (Dorf)
- Stegbruck (Dorf)
- Steinbach (Dorf)
- Velden (Dorf)
- Winn (Dorf)

Die Einöden Altmühle, Kugelmühle, Rösmühle und Schreinermühle sind keine Gemeindeteile.
Das Gemeindegebiet besteht aus den Gemarkungen Elbersroth, Herrieden, Heuberg, Hohenberg, Lammelbach, Neunstetten, Oberschönbronn, Rauenzell und Stadel. Die Gemarkung Herrieden hat eine Fläche von 8,596 km². Sie ist in 2856 Flurstücke aufgeteilt, die eine durchschnittliche Fläche von 3009,73 m² haben. In ihr liegt neben dem namensgebenden Ort der Gemeindeteil Mühlbruck.

### Klima

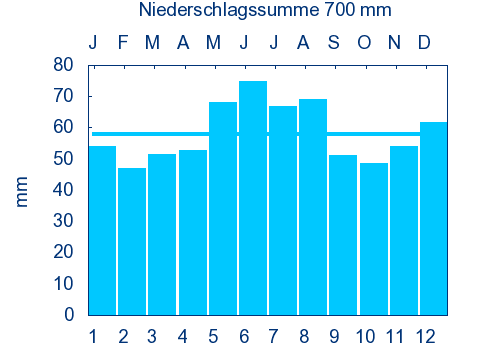
Diagramm Niederschlags-Mittelwerte Herrieden für den Zeitraum von 1961 bis 1990
Niederschlagsdiagramm für Herrieden (blaue Kurve) vor den Mittelwerten (Quantilen) für Deutschland (grau)

In Herrieden beträgt die durchschnittliche Niederschlagsmenge im Jahr 700 mm.

## Geschichte

### Bis zur Gemeindegründung
Im Jahre 782 gründete der fränkische Grundherr Cadolt auf dem Gebiet der heutigen Kirche Unserer Lieben Frau ein Benediktinerkloster und schenkte es dem Frankenkönig Karl. Dieser setzte seinen Vertrauten und Beichtvater Deocar als ersten Abt ein. Deocar spielte eine führende Rolle bei der Christianisierung des Landes. Das Kloster hatte jedoch nicht nur einen berühmten ersten Abt, sondern lag auch in verkehrsgünstiger Lage, da einerseits die Altmühl eine Wasserstraße bildete und andererseits die Handelsstraße Donauwörth–Fürth an dieser Stelle vorbeiführte. Dennoch bedeutete die Urbarmachung des Landes viel Arbeit. Auf diese Tatsache gehen wohl die Wurzeln des Ortsnamens zurück: „Hasareoda“ (so 797 erstmals urkundlich erwähnt) bedeutet Roden und Urbarmachen von unwirtlichem Land, die Hauptaufgabe der Mönche in der ersten Phase der Ansiedlung. Der Name wurde später zu „Hasenried“ (845) und dann zu „Harrriede“ (1122), ehe das neuzeitliche „Herrieden“ (1231) daraus entstand.
Schon 791 hatte das Kloster umfangreiche Besitztümer: Melk, die heutige Partnerstadt, Grünz und Pielach in Niederösterreich gehörten dazu. 793 besuchte Karl der Große Deocar in Herrieden. 796, als Deocar Schwierigkeiten mit einigen seiner Mönche bekam, schaltete sich Alkuin, der wichtigste Theologe unter Karl dem Großen, persönlich ein. Wenige Jahre später trat Deocar mehrfach als Sendgraf (Königsbote) Karls in Erscheinung. 802 wurde dem Kloster Herrieden das Patronatsrecht über die Salvatorkirche in Duisburg verliehen. Abt Luitpert von Herrieden wurde 863 Erzbischof von Mainz. 865 fungierte er als Bürge in einem Vertrag zwischen Karl dem Kahlen und Ludwig dem Deutschen. 870 schließlich wurde er Erzkaplan und Erzkanzler des Reiches. 887 zog er von Herrieden nach Ellwangen. 888 wurde das Kloster in ein Chorherrenstift umgewandelt und unterstand nunmehr einem Propst bzw. dem Bischof von Eichstätt. Die ersten Gebäude rund um die Stiftskirche, die die Chorherren errichten ließen, stammen aus dieser Zeit.
Im 10. Jahrhundert hatte Herrieden unter mehreren Ungarneinfällen zu leiden. Daraufhin wurde mit der Stadtbefestigung begonnen. Das 1122 erstmals urkundlich erwähnte Stadtschloss geht auf diese Ursprünge ebenso wie die Errichtung der Stadtmauer zurück.
Im Jahre 1230 erhielt das befestigte Herrieden das Stadtrecht. 1305 hinterließ ein Brand verheerende Schäden in der Stadt.
Im Jahre 1316 wurde die Stadt ein Opfer Ludwigs des Bayern. Er ließ große Teile Herriedens zerstören. Im Jahre 1314 war Ludwig IV. der Bayer deutscher König und mit ihm gleichzeitig Friedrich der Schöne gewählt worden. In diesem Konflikt stand Herrieden auf der Seite Friedrichs der Schönen und widersetzte sich König Ludwig. Im Laufe dieser Kämpfe wurde auch der feste Platz Herrieden von Ludwig belagert, wobei er Unterstützung durch die „Ballistikexperten“ aus Nürnberg erhielt. Die Verteidiger unter Kraft von Hohenlohe konnten sich mit einem wilden Gegenstoß aus der brennenden Stadt befreien, der Ort jedoch wurde nach langer Belagerung erstürmt, die Mauern und Türme geschleift. Am 23. und 24. März 1316 hielt sich König Ludwig im Lager vor Herrieden auf. Der Ort wurde geplündert, Ludwig ließ die Gebeine des Hl. Deokar erheben, schenkte einen Teil davon den Nürnberger Unterstützungstruppen und nahm einen Teil mit in seine Münchner Residenz (wo sie den Bomben des Zweiten Weltkriegs zum Opfer fielen). In Nürnberg wurde Deokar, neben Sebald und Lorenz der dritte Stadtheilige.
Im Jahre 1358 erhielt das Chorherrenstift Herrieden von Kaiser Karl IV. eine vergoldete Monstranz, eine Reliquie des heiligen Veit sowie einen Schutzbrief für das Stift. Die Gaben des Kaisers befinden sich noch heute im Besitz der Kirche.
Im Jahre 1470 gehörte Jakob Fugger zu den Studenten der Stiftsschule. Im Jahre 1490 richtete ein zweiter Stadtbrand großflächige Zerstörungen an. Ab 1500 lag Herrieden im Fränkischen Reichskreis.
Während der Hexenverfolgung im Hochstift Eichstätt wurden mindestens sieben Frauen aus Herrieden wegen Hexerei hingerichtet. Vier der Hinrichtungen fanden 1590 (Margaretha Christin, Anna Schmiedtin, Barbara Scharpfin, Ursula Freiin) und drei 1617 (Alte Wirtin von Großenried, NN, Alte Becken Bärbel) statt. Maria Magdalena Windeisin, alias die Alt Schmidin von Leibelbach wurde aus demselben Grund am 24. November 1617 ca. 70-jährig verhaftet und blieb über Monate standhaft trotz mehrfacher Folter. Ihr Ehemann Abraham Windeisen setzte sich immer wieder mit juristischen Mitteln beim Kastner und Fürstbischof für ihre Freilassung ein und erreichte diese am 31. Oktober 1619 nach knapp zwei Jahren, allerdings trieben ihn die Haftkosten in den Ruin. Spätestens 1617 wurde in Herrieden unter Fürstbischof Johann Christoph von Westerstetten ein eigenes Hexengefängnis eingerichtet („Gefengnuß, so den bößen Weibern unnd Hexen uferbauet“). Dieses befand sich in einem Stadel der Armenstiftung (sog. Armenhaus, 1956 abgebrochen) neben dem Amtsknechthaus und späteren Jungfernhaus. Es ist das älteste nachweisbare Hexengefängnis in Franken.
Im Jahre 1633 forderte der Einfall der Schweden viele Opfer.
Von 1703 bis 1704 war Herrieden der Regierungssitz des Eichstätter Fürstbischofs Johann Martin von Eyb, der im Spanischen Erbfolgekrieg hierher geflüchtet war. Er starb hier am 6. Dezember 1704; seine Eingeweide wurden in der Stiftskirche bestattet.
Mit der Säkularisation im Jahr 1803 wurde das eichstättische Oberamt Wahrberg-Herrieden aufgelöst und die Orte dem Ansbacher bzw. Crailsheimer Kreis zugeordnet, die beide von Preußen verwaltet wurden.
1806 kam Herrieden an das Königreich Bayern. Mit dem Gemeindeedikt (frühes 19. Jahrhundert) wurde der Steuerdistrikt Herrieden gebildet. Zu diesem gehörten Mühlbruck, Regmannsdorf und Schernberg. Wenig später wurde mit Mühlbruck die Munizipalgemeinde Herrieden formiert. Sie unterstand in Verwaltung und Gerichtsbarkeit dem Landgericht Herrieden und in der Finanzverwaltung dem Rentamt Herrieden zugeordnet (1919 in Finanzamt Herrieden umbenannt). Ab 1862 gehörte Herrieden zum Bezirksamt Feuchtwangen (1939 in Landkreis Feuchtwangen umbenannt) und seit 1929 zum Finanzamt Ansbach. In der Gerichtsbarkeit blieb das Landgericht Herrieden zuständig (1879 in Amtsgericht Herrieden umbenannt), seit 1931 ist es das Amtsgericht Ansbach. Die Gemeinde hatte 1964 eine Gebietsfläche von 8,911 km².

### 20. und 21. Jahrhundert
Im Jahre 1903 wurde Herrieden ans Eisenbahnnetz angeschlossen, 1918 der Marktplatz gepflastert. 1933 wurde in der ehemaligen Zigarrenfabrik ein SA-Lager eingerichtet. 1944 wurde die Heupresse, in der Futter für die Pferde der Wehrmacht abgeliefert werden musste, von einem Flugzeugpiloten in Brand geschossen. Es blieb unklar, ob es sich dabei um den Sabotageakt eines deutschen Fliegers gehandelt hatte.
In den 1960er Jahren wurde zunächst der Personenverkehr auf der Bahnstrecke Ansbach–Bechhofen, dann der gesamte Eisenbahnverkehr auf dieser Strecke eingestellt. Die Strecke, die sich nie rentiert hat, wurde später zurückgebaut.
2010 wurde das Museum auf dem Weg eröffnet; acht Stationen und der Laufsteg der Geschichte erzählen seither die Stadtgeschichte innerhalb und unmittelbar vor der Stadtmauer.

### Eingemeindungen
Im Zuge der Gebietsreform in Bayern wurden am 1. Juli 1971 die Gemeinden Elbersroth, Heuberg, Hohenberg, Lammelbach, Rauenzell, Roth und Stadel eingegliedert. Am 1. Januar 1972 kamen Neunstetten und Gebietsteile der aufgelösten Gemeinden Aichau und Oberschönbronn hinzu.

### Einwohnerentwicklung
Im Zeitraum 1988 bis 2018 stieg die Einwohnerzahl von 6321 auf 7999 Einwohner bzw. um 26,6 %.
Gemeinde Herrieden
| Jahr      | 1818   | 1840   | 1852   | 1861   | 1867   | 1871   | 1875   | 1880   | 1885   | 1890   | 1895   | 1900   | 1905   | 1910   | 1919   | 1925   | 1933   | 1939   | 1946   | 1950   |
| --------- | ------ | ------ | ------ | ------ | ------ | ------ | ------ | ------ | ------ | ------ | ------ | ------ | ------ | ------ | ------ | ------ | ------ | ------ | ------ | ------ |
| Einwohner | 997    | 1093   | 1117   | 1068   | 1077   | 1041   | 991    | 1072   | 1027   | 991    | 969    | 935    | 1011   | 1041   | 1071   | 1102   | 1108   | 1182   | 1851   | 2085   |
| Häuser    | 316    | 231    |        |        |        | 234    |        |        | 274    | 213    |        | 205    |        |        |        | 218    |        |        |        | 262    |
| Quelle    | [ 15 ] | [ 16 ] | [ 17 ] | [ 18 ] | [ 19 ] | [ 20 ] | [ 21 ] | [ 22 ] | [ 23 ] | [ 24 ] | [ 17 ] | [ 25 ] | [ 17 ] | [ 26 ] | [ 17 ] | [ 27 ] | [ 17 ] | [ 17 ] | [ 17 ] | [ 28 ] |
|           |        |        |        |        |        |        |        |        |        |        |        |        |        |        |        |        |        |        |        |        |
| Jahr      | 1961   | 1970   | 1987   | 1995   | 2005   | 2015   | 2017   |        |        |        |        |        |        |        |        |        |        |        |        |        |
| Einwohner | 2251   | 2510   | 6250   | 7187   | 7718   | 7830   | 7953   |        |        |        |        |        |        |        |        |        |        |        |        |        |
| Häuser    | 394    |        | 1636   |        |        | 2338   | 2395   |        |        |        |        |        |        |        |        |        |        |        |        |        |
| Quelle    | [ 12 ] | [ 29 ] | [ 30 ] |        |        | [ 31 ] | [ 31 ] |        |        |        |        |        |        |        |        |        |        |        |        |        |

Ort Herrieden
| Jahr      | 1818   | 1840   | 1861   | 1871   | 1885   | 1900   | 1925   | 1950   | 1961   | 1970   | 1987   |
| --------- | ------ | ------ | ------ | ------ | ------ | ------ | ------ | ------ | ------ | ------ | ------ |
| Einwohner | 975    | 1067   | 1047   | 1009   | 1003   | 909    | 1077   | 2041   | 2213   | 2486   | 3011   |
| Häuser    | 312    | 226    |        |        | 271    | 202    | 214    | 258    | 390    |        | 806    |
| Quelle    | [ 15 ] | [ 16 ] | [ 18 ] | [ 20 ] | [ 23 ] | [ 25 ] | [ 27 ] | [ 28 ] | [ 12 ] | [ 29 ] | [ 30 ] |

## Politik

### Stadtrat
Der Stadtrat Herrieden besteht aus 20 Mitgliedern und der Ersten Bürgermeisterin Dorina Jechnerer (BürgerForumHerrieden). Bei der Gemeinderatswahl am 15. März 2020 kam es zu folgendem Ergebnis:
| Parteien und Listen          | Stimmenanteil | Sitze |
| Christlich-Soziale Union     | 25,3 %        | 5     |
| Grüne – Wir für Feuchtwangen | 19,3 %        | 4     |
| Freie Wähler                 | 16,2 %        | 3     |
| Bürgerforum Herrieden        | 21,7 %        | 4     |
| Fortschrittliche Bürger      | 17,5 %        | 4     |
| Gesamt                       | 100 %         | 20    |
| Wahlbeteiligung: 57,69 %     |               |       |

### Wappen und Flagge
Wappen
| Wappen von Herrieden | Blasonierung: „In Rot ein hockender goldener Hase, der einen aufrechten silbernen Bischofsstab hält.“ |
| Wappen von Herrieden | Wappenbegründung: Der Hase steht redend für den einstigen Namen „Hasaried“ der Reichsabtei Herrieden. Der Bischofsstab stellt die langjährige Verbindung zum Bistum Eichstätt dar, die erst 1803 mit der Säkularisation endete. In einigen Wappenabbildungen erscheint der Hase links gewendet, seine Hinterpfoten stützt er an den auswärts gerichteten Stab. Das heutige Stadtwappen geht auf das zweite Stadtsiegel aus der Mitte des 15. Jahrhunderts zurück. Das Wappen ist seit 1366 erstmals bezeugt. |

Flagge
Die Gemeindeflagge ist rot-weiß.

### Städtepartnerschaften
Partnerstädte sind:
- : Bockau in Sachsen
- : Melk in Österreich

## Kultur und Sehenswürdigkeiten

### Bauwerke

#### Profanbauten
- Storchenturm Der Storchenturm gehört zu den wenigen Gebäuden im Altmühltal, auf denen Störche nisten. Nachdem der Turm 1316 durch Ludwig den Bayern zerstört worden war, wurde er 1340 unter Bischof Heinrich V. Schenk von Reicheneck wieder aufgebaut. Der Torbogen wird nach wie vor für den fahrenden Verkehr genutzt.
- Steinerne Altmühlbrücke Die steinerne Brücke über die Altmühl erhielt ihre heutige Gestalt 1711. Ein Vorgängerbauwerk wird aber schon 836 n. Chr. urkundlich erwähnt; es ist der älteste bekannte urkundliche Nachweis eines Brückenbaus in Mittelfranken. Die Brücke wird heute für den Kraftfahrzeugverkehr genutzt, der das Tor im Storchenturm passiert, wohingegen andere Verkehrsteilnehmer über einen benachbarten Steg und durch einen Durchgang in der Stadtmauer in die Altstadt gelangen können.
- ehemaliges Schloss Herrieden Im 12. Jahrhundert war die Anlage der Sitz der Herren von Herrieden. Ludwig der Bayer ließ sie 1316 zerstören; der Wiederaufbau erfolgte 1342. Dieses Nachfolgebauwerk wurde 1633 von den Schweden in Schutt und Asche gelegt. Von 1685 bis 1717 wurden die Überreste zu einer fürstbischöflichen Brauerei umgebaut. Ab 1802 hatte hier eine Privatbrauerei ihren Sitz.
- Wohnsitz des Stiftspropstes Das Gebäude, das heute die Stadtbücherei beherbergt, wurde um 1492 als Amts- und Wohnsitz des Stiftspropstes errichtet. Seit 1988 ist das Bauwerk in städtischem Besitz.
- ehemaliges Spital Am Standort des heutigen Alten- und Pflegeheimes befand sich schon seit 1476 ein Spital. Dieser erste Bau fiel allerdings dem Brand Herriedens im Jahr 1490 zum Opfer, ein späteres Gebäude der Brandschatzung durch die Schweden 1633. Das Spital wurde jedoch am gleichen Standort wieder errichtet. Ab 1840 diente es als Choleraquarantänestation des Landkreises Feuchtwangen, von 1884 bis 1979 als städtisches Krankenhaus.
- Fronveste Die Fronveste war ursprünglich ein Wehrturm mit viereckigem Grundriss. In den Jahren 1415 bis 1429 wurde sie durch einen halbrunden Vorbau verstärkt, der besseren Schutz gegen Kanonenbeschuss versprach. Bis 1901 diente das Gebäude als Gefängnis, heute findet es als Geschäfts- und Wohnhaus Verwendung.
- Kasten Das heutige Pfarrheim stammt aus dem ersten Drittel des 16. Jahrhunderts. Unter dem Fürstbischof Gabriel von Eyb und später wurden hier die Abgaben der zinspflichtigen Bürger gesammelt und gelagert; später diente das Bauwerk zu wechselnden Zwecken. Es wurde in den Jahren 1997 bis 2000 komplett renoviert.
- Gabrielihaus Das Gebäude, das heute ein Wohnheim der Lebenshilfe beherbergt, diente im 18. Jahrhundert als fürstbischöfliches Amtshaus, war also der Verwaltungssitz Herriedens. Später waren Amtsgericht, Landgericht, Notariat und Rentamt und ab 1921 das Finanzamt der Stadt hier untergebracht. Das Gebäude aus dem 17. Jahrhundert wurde im ersten Drittel des 18. Jahrhunderts durch den Eichstätter Hofbaudirektor Gabriel de Gabrieli verändert.
- Poststall Nur dreizehn Jahre lang, von 1890 bis 1903, diente der Poststall seinem geplanten Zweck. Die Einrichtung wurde mit dem Anschluss Herriedens an das Eisenbahnnetz überflüssig.
- Brothaus (ehemaliges Rathaus) Das Brothaus diente von 1835 bis 1944 als Rathaus. 1752 erhielt es seine heutige Gestalt. An dem Haus ist aber noch das Wappen des Stiftspropstes Bernhard Arzat zu sehen, das von einem Vorgängerbau stammt.
- heutiges Rathaus Seit 1945 wird das Gebäude als Rathaus verwendet, das 1901 als Königlich Bayrisches Amtsgericht errichtet wurde. Ein Gedenkstein vor dem Bau erinnert an die Opfer der Kriege. Ein weiteres Kriegerdenkmal befindet sich bei der Stiftskirche.
- Pfarrhaus Erbaut nach Plänen von Gabriel de Gabrieli und mit einer Innenausstattung von Maurizio Pedetti versehen, diente das Pfarrhaus bis 1806 als Sitz des Stiftsdechanten.

#### Kirchen

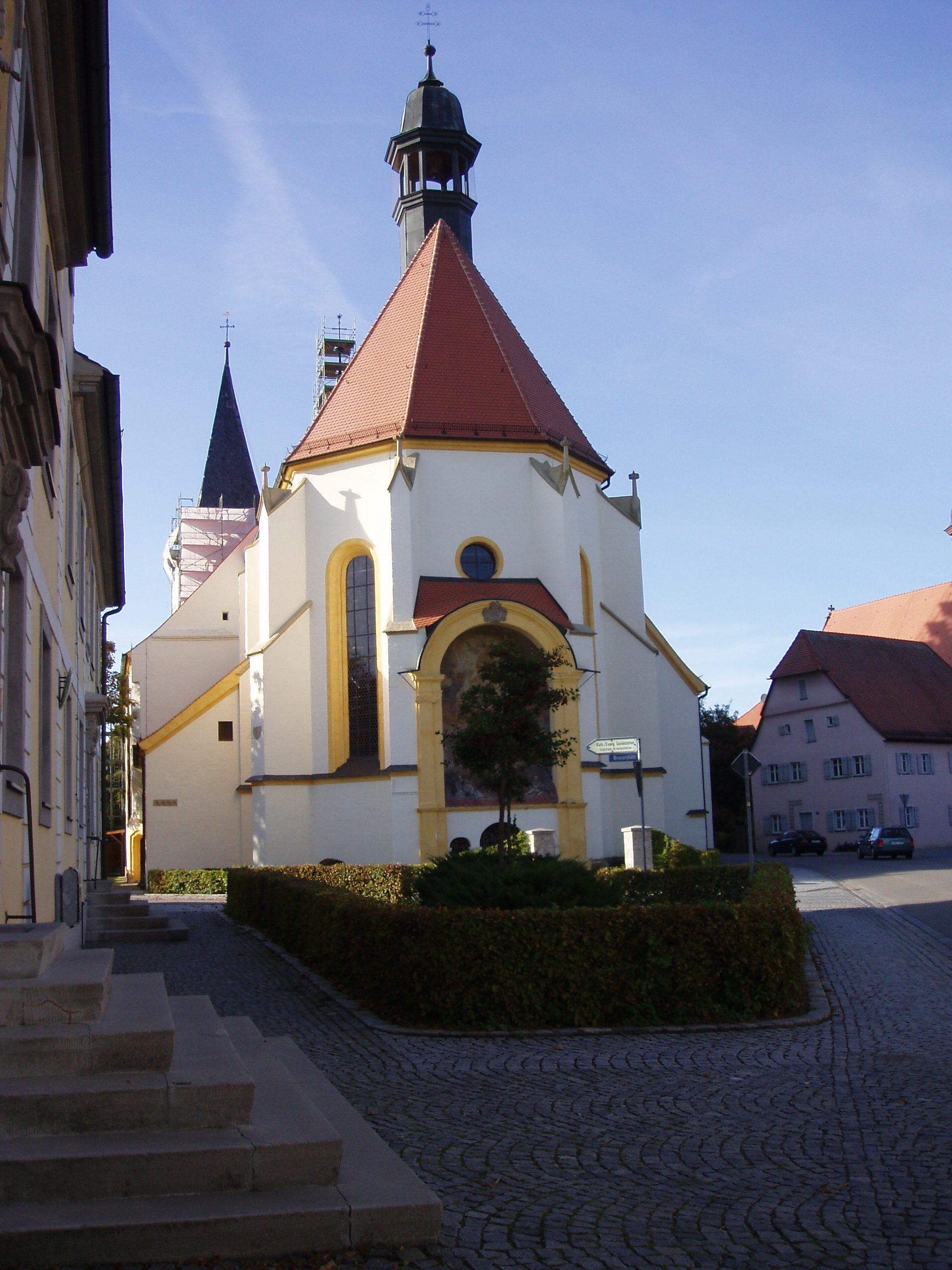
Stiftskirche und Wohnhaus des Stiftspropstes (rechts)

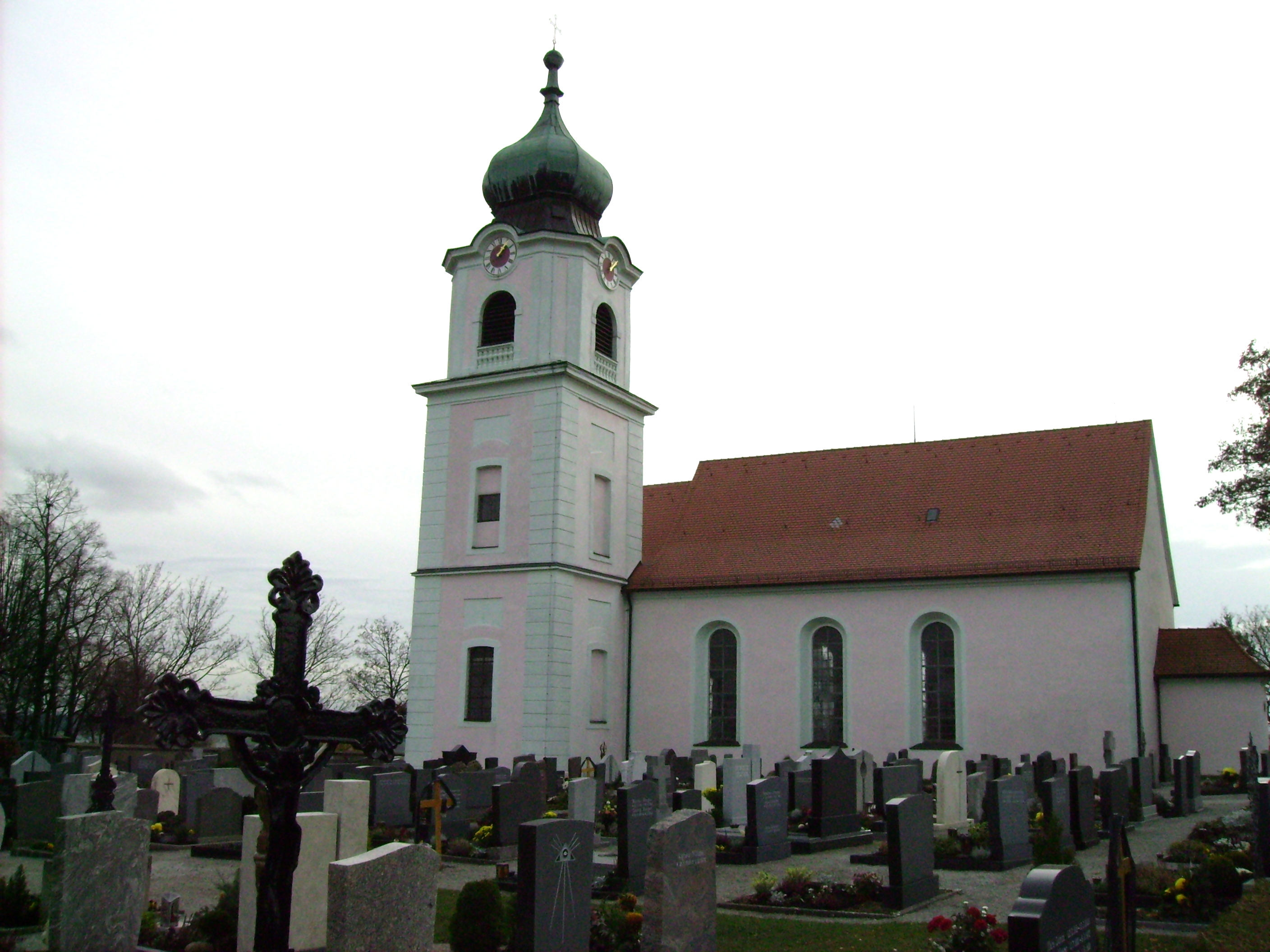
St. Martin

- Stiftsbasilika St. Vitus und St. Deocar. 1071 wurde die ursprüngliche Kirche unter Bischof Gundekar II. geweiht. 1490 bis 1533 wurde das Bauwerk vergrößert und in spätgotischem Stil gestaltet. Die Ausstattung von Gabriel de Gabrieli ist barock und stammt aus der Mitte des 18. Jahrhunderts. Am 14. Juli 2010 erhob Papst Benedikt XVI. die Stiftskirche zur Basilica minor.
- Bergkirche St. Martin. Die barocke Gestaltung, in der sich die Kirche heute präsentiert, geht auf Gabrieli zurück. Die Bergkirche St. Martin gehört jedoch zu den ältesten Kirchen des oberen Altmühltals und dürfte ursprünglich eine andere Gestalt gehabt haben.
- Kirche Zu Unserer Lieben Frau
- Christuskirche. Mit der Christuskirche hat Herrieden seit 1951 auch eine evangelische Kirche.
- Wallfahrtskirche Sankt Salvator

### Heilige
- Heiliger Abt Deocar, Patron der Stadt Herrieden

## Wirtschaft und Infrastruktur
Die größten Arbeitgeber sind:
- Die Schüller Möbelwerk KG zählt zu den bedeutendsten Arbeitgebern in Herrieden. Mit über 2300 Beschäftigten' (Stand 2023) ist Schüller der größte Arbeitgeber der Stadt.
- Firma Sielaff (Automaten) mit 800 Beschäftigten
- Firma Hapa (Rollläden und Kunststofffenster) mit 400 Beschäftigten
- geobra Brandstätter (Playmobil und Lechuza), Spielwarenbranche und Pflanzkübel

## Verkehr
Die Staatsstraße 2248 führt an Regmannsdorf vorbei zur Anschlussstelle 51 der Bundesautobahn 6 (2,8 km nördlich) bzw. über Leibelbach nach Wieseth (8 km südlich). Die Staatsstraße 2249 führt nach Neunstetten (4,1 km nordwestlich) bzw. nach Rauenzell (3,7 km östlich). Gemeindeverbindungsstraßen führen nach Stegbruck (0,9 km südwestlich), nach Hohenberg (1,3 km nordöstlich) und nach Roth (1,4 km südöstlich).
Von 1903 bis 1966 hatte Herrieden einen Bahnhof an der Bahnstrecke Leutershausen-Wiedersbach–Bechhofen. Im Volksmund hieß die Bahn das „Bockerla“.

## Persönlichkeiten
- Doris Engelhard (* 1949),  Braumeisterin und Ordensschwester im Kloster Mallersdorf, in Herrieden geboren
- Josef Göppel (1950–2022), CSU-Politiker, geboren in Rauenzell
- Gregor Maria Hanke (* 1954), 82. Bischof von Eichstätt, geboren in Elbersroth
- Anonymus von Herrieden († nach 1075), Eichstätter Biographienschreiber des 11. Jahrhunderts, bezeichnete Herrieden als seine Heimat („patria“)
- Alois Heidenschreider (1792–1862), 2. Landgerichtsarzt und praktischer Arzt
- Dr. Anton Heidenschreider (1826–1870), prakt. Arzt und Pionier der Meteorologie[37]
- Ludwig Heumann (1869–1918), „Kräuterpfarrer“, lebte und wirkte in Elbersroth
- Karl Kiefer (1866–1940) römisch-katholischer Theologe, Hochschullehrer und Kapitularvikar des Bistums Eichstätt, in Herrieden geboren
- Anton Willibald Maier (auch Meyer) (1759–1834), ab 1782 fürstbischöflich eichstättischer Stadt- und Landphysicus des Hochstifts im Oberstift Herrieden-Wahrberg, ab 1808 dann 1. Landgerichtsarzt und praktischer Arzt in Herrieden, Mitglied des Landrates des Rezatkreises (jetzt Regierung von Mittelfranken)
- Johann Adam Morasch (1682–1734), Leibmedicus zu Eichstätt, Stadtphysicus von Herrieden
- Claus Raab (1943–2012), Musikwissenschaftler und Hochschullehrer, in Herrieden geboren
- Werner Rank (* 1968), ehemaliger Fußballspieler, in Herrieden geboren
- Paul Ratz (1898–1969), deutscher Jurist
- Adolf Speinle (1884–1969), Stadtpfarrer in Herrieden von 1937 bis 1958, Ehrenbürger von Herrieden; die Pfarrer-Speinle-Straße ist nach ihm benannt. Pfarrer Speinle trat den Machthabern des Dritten Reiches mit Entschiedenheit entgegen.
- Johann Michael Vogler (1670–1731), Uhrmacher
- Brigitta Westphal (* 1944), Malerin, lebt in Herrieden